# Nando Gazzolo
Ferdinando „Nando“ Gazzolo (* 16. Oktober 1928 in Savona; † 16. November 2015 in Nepi) war ein italienischer Schauspieler und Synchronsprecher.

## Leben
Gazzolo wuchs als Sohn des Schauspielers Lauro und der Radiosprecherin Aida Ottaviani Piccolo in Mailand auf, wo er auch im Ensemble von Antonio Gandusio 1948 auf der Bühne debütierte. Er etablierte sich schnell als jugendlicher Liebhaber an der Seite von Tatiana Pavlova. Seine angemessene und sensible Darstellung in William Shakespeares Antonius und Cleopatra in der Inszenierung von Renzo Ricci und Eva Magni führten zu einem ersten großen Erfolg 1951. Eine weitere Station war das Teatro d’Arte Italiano, wo Gazzolo neben Luigi Squarzina und Vittorio Gassman in verschiedenen Stücken auftrat, darunter 1954 als Horatio in einer Hamlet-Inszenierung sowie in zahlreichen anderen Klassikern wie Mord im Dom oder Processo di famiglia von Diego Fabbri.
Ende der 1950er Jahre verließ Gazzolo für einige Zeit die Bühne und arbeitete intensiv als Synchronsprecher. Seine energische und männlich-wohltönende Stimme lieh er zahlreichen Stars der amerikanischen Studios, so Marlon Brando, Anthony Franciosa, David Niven, Yul Brynner und Henry Fonda, aber auch Europäern wie Jean-Paul Belmondo. Er kehrte bald zum Theater zurück, war aber auch neben umfangreichen, aber ausgesuchten Arbeiten für das Fernsehen – darunter eine sechsteilige Sherlock-Holmes-Serie – und vielen Engagements als Sprecher von Dokumentarfilmen in einer überschaubaren Kinokarriere zu erleben, die sich in rund zehn Genrefilmen erschöpfte. Im Laufe der Jahre erschienen auch einige CDs mit von Gazzolo gelesenen Gedichten und Prosa, sowie zwischen 1969 und 1971 drei Singles, auf denen er die A-Seite einsang.
Gazzolo hatte aus seiner Ehe mit der vor ihm gestorbenen Rita Di Leonardo einen ebenfalls schauspielernden Sohn.

## Filmografie (Auswahl)
- 1961: Konstantin der Große (Costantino il grande)
- 1963: Eddie wieder colt-richtig (Des frissons partout)
- 1964: Blutgericht (La rivolta dei sette)
- 1964: Die Meute der Verdammten (I pirati della Malesia)
- 1966: Django – Nur der Colt war sein Freund (Django spara per primo)
- 1966: Eine Flut von Dollars (Un fiume di dollari)
- 1966: Der Mann mit den tausend Masken (Upperseven l’uomo da uccidere)
- 1968: Sherlock Holmes (Fernsehserie, sechs Folgen)